# Canal Melozal
El canal Melozal es una vía de agua extraída de la ribera izquierda del río Putagan, cerca de su cruce con la Ruta 5 sur, utilizada para regar cerca de 7500 hectáreas en la zona entre las ciudades de Linares y San Javier, en la Región del Maule en Chile. Fue construido entre 1948 y 1964 con una caudal inicial de 12 metros cúbicos por segundo (finalmente 9 m³/s) y 37 kilómetros de longitud.: 265 
En su recorrido es cruzado por gran cantidad de canales matrices y derivados, especialmente del canal Putagán y de algunos esteros. Es cruzado por 24 canoas de diferentes dimensiones de concreto armado, 12 sifones de hormign y 5 tubos.: 266  En la mayor parte del trayecto el canal posee caminos de berma o de servicio, transitable para vehfculos motorizados.: 267 
En el kilómetro 11, el canal cruza el río Loncomilla por el Puente Sifón Loncomilla de 2400 metros de longitud. Tras el puente La Gotera el canal se bifurca en los canales Marimaura, Vaquería y Manantiales.

Al centro el puente sifón Loncomilla cuya tramo sostiene el tubo que lleva el caudal del canal Melozal. De derecha a izquierda fluye el Loncomilla, a la derecha se ve, en la parte superior, al Achibueno que fluye en el Loncomilla. A la izquierda de la foto se ve el inicio de la construcción del puente Marimaura.